# Эате Томи, Висенте
Висенте Эате Томи (исп. Vicente Ehate Tomi; род. 1968) — политик Экваториальной Гвинеи, премьер-министр с 21 мая 2012 по 23 июня 2016 года.
В начале своей политической карьеры занимал должность генерального секретаря администрации президента Экваториальной Гвинеи по делам административной координации. В правительстве Игнасио Милама Танга занимал должность министра транспорта, технологий, почты и телекоммуникаций. 21 мая 2012 года был назначен президентом Теодоро Обианг Нгема Мбасого на должность нового главы правительства. Заменил прежнего премьера Игнасио Милама Танга, который в тот же самый день занял должность первого вице-президента Экваториальной Гвинеи, созданную в результате конституционных изменений, принятых на референдуме в ноябре 2011 года.